# Zoo Olympics
Zoo Olympics est une série télévisée d'animation franco-belge en 52 épisodes de deux minutes, créée par Picha et diffusée à partir de juillet 1992 sur Canal+, et rediffusée dans Cellulo sur La Cinquième et Télétoon.

## Synopsis
Cette série image ce que seraient les Jeux olympiques si les animaux pouvaient y participer.

## Épisodes
1. Saut à la perche
2. Course de 400 m des facteurs
3. Gymnastique artistique
4. Marathon interspécifique
5. Football
6. Une épreuve d'endurance
7. Chiens d'avalanche
8. Escalade libre
9. Course de haies serpent
10. La cigogne lance
11. Sauter dans l'eau
12. Sortie
13. Curling de tortue
14. Course de poules et d'œufs
15. Ping-pong aux puces
16. Corrida
17. Gymnastique sur agrès
18. Course de chaussures de 24 heures
19. Boxe kangourou
20. Saut à ski
21. Basket-ball d'autruche
22. Relais furieux
23. Manger une fondue au fromage
24. Concours de brise-cœur
25. Tonte des moutons
26. Patinage artistique des couples de danseurs
27. Escrime
28. Hockey sur glace

## Voix
- Roger Carel : Jean-Baptiste Le Pied (le serpent commentateur)

## Fiche technique
- Conception et Réalisation : Picha
- Production : Francis Nielsen et Eric Van Beuren
- Coproduction : Rooster Studio et Y.C. Aligator

## Commentaires
- Picha a également créé une autre série Zoo Cup. Contrairement à Zoo Olympics ayant pour sujet les Jeux olympiques, le thème abordé dans Zoo Cup est le football.
- Cette série n'est jamais sortie sur un support audiovisuel.
- Il existe une collection d'une dizaine de pin's à l'effigie des personnages de la série.